# 7354 Ishiguro
7354 Ishiguro (1995 BR1) là một tiểu hành tinh vành đai chính được phát hiện ngày 27 tháng 1 năm 1995 bởi T. Kobayashi ở Oizumi.